# Reiser4
Reiser4 è un file system per computer, una nuova versione implementata "da zero" del file system ReiserFS, sviluppato da Namesys e sponsorizzato dalla DARPA ed anche da Linspire.
Reiser4 è disponibile nei sorgenti del kernel di Andrew Morton. Gli sviluppatori del kernel di Linux sostengono che Reiser4 non rispetti lo stile di programmazione del kernel. Tuttavia Hans Reiser sostiene che il rifiuto di includere il codice all'interno del kernel sia dovuto a motivi politici.
Namesys ha come prima priorità l'inclusione del loro file system nel Kernel ufficiale di Linux.

## Caratteristiche
Alcuni degli obiettivi di Reiser4:
- Journaling più efficiente
- Migliore supporto ai file di piccole dimensioni, in termini di spazio usato e di velocità, tramite l'allocazione di più file in un blocco solo.
- Gestione più veloce di directory con un alto numero di file.
- Struttura flessibile a plugin (attraverso alcuni tipi di metadato, cifratura e compressione saranno supportate)
- Allocazione ritardata (presente anche in XFS)
- Supporto alle transazioni

Alcune delle caratteristiche più avanzate (come le transazioni definite dall'utente) non sono disponibili a causa della mancanza di API per gestirle.
Attualmente Reiser4 non dispone di alcune caratteristiche considerate standard nei filesystem, come una utility di deframmentazione.
Gli sviluppatori sostengono che queste caratteristiche saranno implementate nel futuro, se ci saranno dei finanziatori.

## Il futuro di ReiserFS
Hans Reiser è stato arrestato il 10 ottobre 2006 dall'FBI, in quanto sospettato di aver ucciso sua moglie. Il 29 aprile 2008 è stato condannato in primo grado per uxoricidio.
Nel gennaio 2008, Edward Shishkin, un programmatore dipendente della Namesys, in un'intervista a CNET ha dichiarato che «le attività commerciali della Namesys sono state fermate». Shishkin e altri hanno continuato lo sviluppo di Reiser4, rendendo il codice sorgente disponibile dal sito web di Shishkin, e successivamente spostandolo in kernel.org. Nell'agosto 2008 lo sviluppo di Reiser4 continua senza Namesys. Comunque, lo sviluppatore del kernel Theodore Ts'o ha suggerito btrfs come un'alternativa per chi è interessato alle idee progettuali di Reiserfs.